# Euxoa temera
Euxoa temera là một loài bướm đêm thuộc họ Noctuidae. Loài này có ở miền trung và miền nam châu Âu, Bắc Phi, Kavkaz, Armenia, Trung Á, Thổ Nhĩ Kỳ, Iraq và Iran.

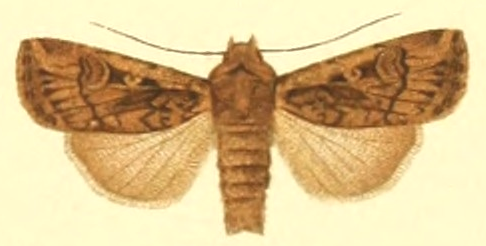
Hình minh họa

Sải cánh dài 30–35 mm. Con trưởng thành bay từ tháng 10 đến tháng 11 tùy theo địa điểm.
Ấu trùng ăn các loài Poaceae và other low plants.

## Hình ảnh

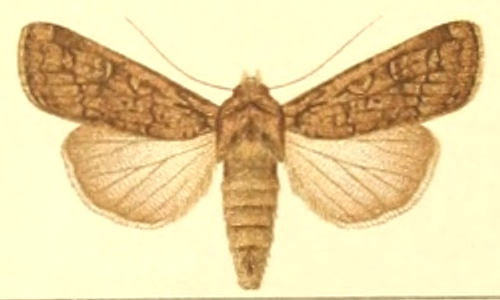
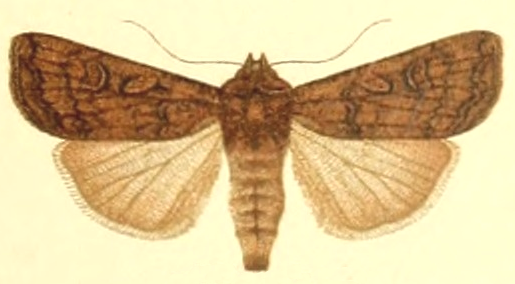
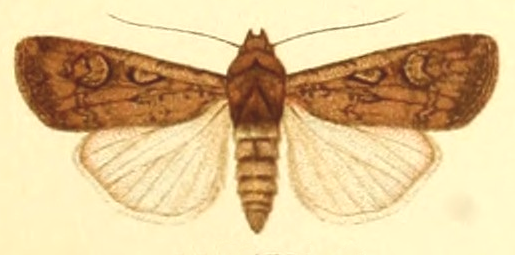